# قربان دردی تورانی
قربان دُردی تورانی (۱۹۵۲ – ۲۲ نوامبر ۲۰۰۵ برابر با ۱ آذر ۱۳۸۴) معروف به قربان توری، مسلمان‌زاده ایرانی‌ای بود که به مسیحیت تغییر دین داد و کلیسای خانگی ای نیز تأسیس کرد. وی زاده شهر گنبدکاووس در استان گلستان در کشور ایران بود که در همین شهر هم از دنیا رفت.
تورانی که اصالتاً از تبار ترکمن بود، در دامان خانواده‌ای مسلمان سنی مذهب پرورش یافت. در اواسط دهه ۱۹۹۰ میلادی و در زمانی که در کشور ترکمنستان اقامت داشت، به مسیحیت تغییر آئین داد. پس از بازگشت به ایران، به‌سرعت کلیسای خانگی ای در شهر زادگاه خود تأسیس کرد. این کار در حالی انجام شد که آیین عموم همشهریانش اسلام بود. پس از بارها اعمال تهدید و ارعاب، نهایتاً، وی در روز ۲۲ نوامبر ۲۰۰۵ ربوده شد و پس از ساعاتی، جنازه خونین وی در مقابل منزلش رها شد. از قربان تورانی ۴ فرزند بجا مانده‌است که در زمان مرگ وی بین ۳ تا ۲۳ سال سن داشته‌اند.

## زندگی‌نامه
قربان تورانی در خانواده‌ای سنی مذهب – شاخه حنفی – در شهر گنبدکاووس به دنیا آمد. در سال ۱۹۸۳ میلادی، زمانی که قربان تورانی در ترکمنستان اقامت داشته‌است، به جرم قتل نفس به ۱۵ سال زندان محکوم شده‌است.
قربان تورانی یک هفته پیش از مرگ، توسط مراجع دینی شهر گنبدکاووس برای ارائه توضیح پیرامون اعتقاداتش دعوت شده بود. وی این فرصت را موقعیتی مناسب برای توضیح پیرامون اعتقاداتش و همچنین دعوت سایرین به مسیحیت برآورد کرده بود و با آغوش باز به استقبال این جلسه رفت. اما، در این جلسه، در نهایت به وی اعلام می‌شود که این آخرین فرصت برای بازگشت به اسلام است. درخواستی که از طرف قربان تورانی اجابت نمی‌شود و منجر به اجرای حکم مرگ وی تنها پس از یک هفته می‌شود. پس از قتل وی، نیروهای امنیتی به بازرسی منزل وی پرداخته و درصدد جمع‌آوری کتاب‌های دینی وی و خصوصاً ترجمه‌های انجیل به فارسی بودند.
دعای زیر از وی به جا مانده‌است:

Dear Lord, Jesus, let me come into your presence,
So that I can touch your nailed feet.
Dear Lord Jesus, let me worship you in humility
And kiss your nailed and wounded hands and feet.
You were hung on the cross in Golgotha and nailed with four nails,
while your blood was pouring out.
In this desperate situation, how could you still love your created beings?
You were willing to even embrace those who crucified you.
You were tortured because of me, yes because of me.
Not only me, but also for my father and mother.
Because of me you suffered the most severe pains on the cross for six hours.
I wish I was not sinful, so that you would not suffer because of me.
How much I was willing to be there, and to pull the nails out of your beautiful hands when you were on the cross.
How desperate are my thoughts when I think I might have been able to help you not to suffer so.
Lord Jesus, please let me glorify your holy name in every moment of my life on this earth.
I am willing to give my life that belongs to you, for the sake of you and your church.